# Batalla de Pichincha

Mapa animado de la revolución hispanoamericana (1808-1825):
Territorios bajo control realista.
Territorios bajo control de movimientos independentistas.
Territorios bajo control de la Gran Colombia.
España bajo ocupación francesa.
España durante la revolución liberal.
Zonas sin un gobierno claro.

La batalla del Pichincha ocurrió el 24 de mayo de 1822 en las faldas del volcán Pichincha, cerca de la ciudad de Quito. Significó la independencia de la Real Audiencia de Quito (actual República del Ecuador) y su posterior unificación a la Gran Colombia.
El encuentro, que ocurrió en el contexto de las guerras de independencia hispanoamericanas, enfrentó al ejército independentista unido bajo el mando del general de brigada venezolano Antonio José de Sucre, conformado: por una División la de Gran Colombia, la División del Sur (actual Ecuador) y otra División peruana bajo el mando de Andrés de Santa Cruz, coronel del ejército del Perú, contra el ejército realista comandado por el comandante Melchor Aymerich. La derrota de las fuerzas españolas condujo a la liberación de Quito y aseguró la anexión de las provincias que pertenecían a la Real Audiencia de Quito, también conocida como la Presidencia de Quito, a la Gran Colombia y de la jurisdicción administrativa colombiana finalmente emergió la que hoy conocemos como República del Ecuador.

## Antecedentes
Podría afirmarse que la campaña militar por la independencia de Quito se inició el 9 de octubre de 1820, cuando la ciudad puerto de Guayaquil proclamó su independencia de España después de una rápida y casi incruenta revuelta contra la guarnición local. Los líderes de la revuelta, una combinación de oficiales peruanos del regimiento Granaderos de la Reserva del Cuzco que formaban la guarnición de la ciudad y venezolanos del Ejército colonial junto con intelectuales locales y patriotas, formaron un consejo de gobierno y un ejército con el propósito de defender la ciudad y extender el movimiento independentista a otras provincias de la Presidencia de Quito. Para entonces, el curso de las guerras de independencia en América del Sur había cambiado en contra de España; la victoria de Simón Bolívar en la Batalla de Boyacá aseguraba la independencia del Virreinato de Nueva Granada, mientras que en el Sur José de San Martín, tras haber desembarcado con su ejército en la costa peruana en septiembre de 1820, iniciaba la campaña para la independencia del virreinato del Perú.

### Primeras campañas en la Real Audiencia de Quito

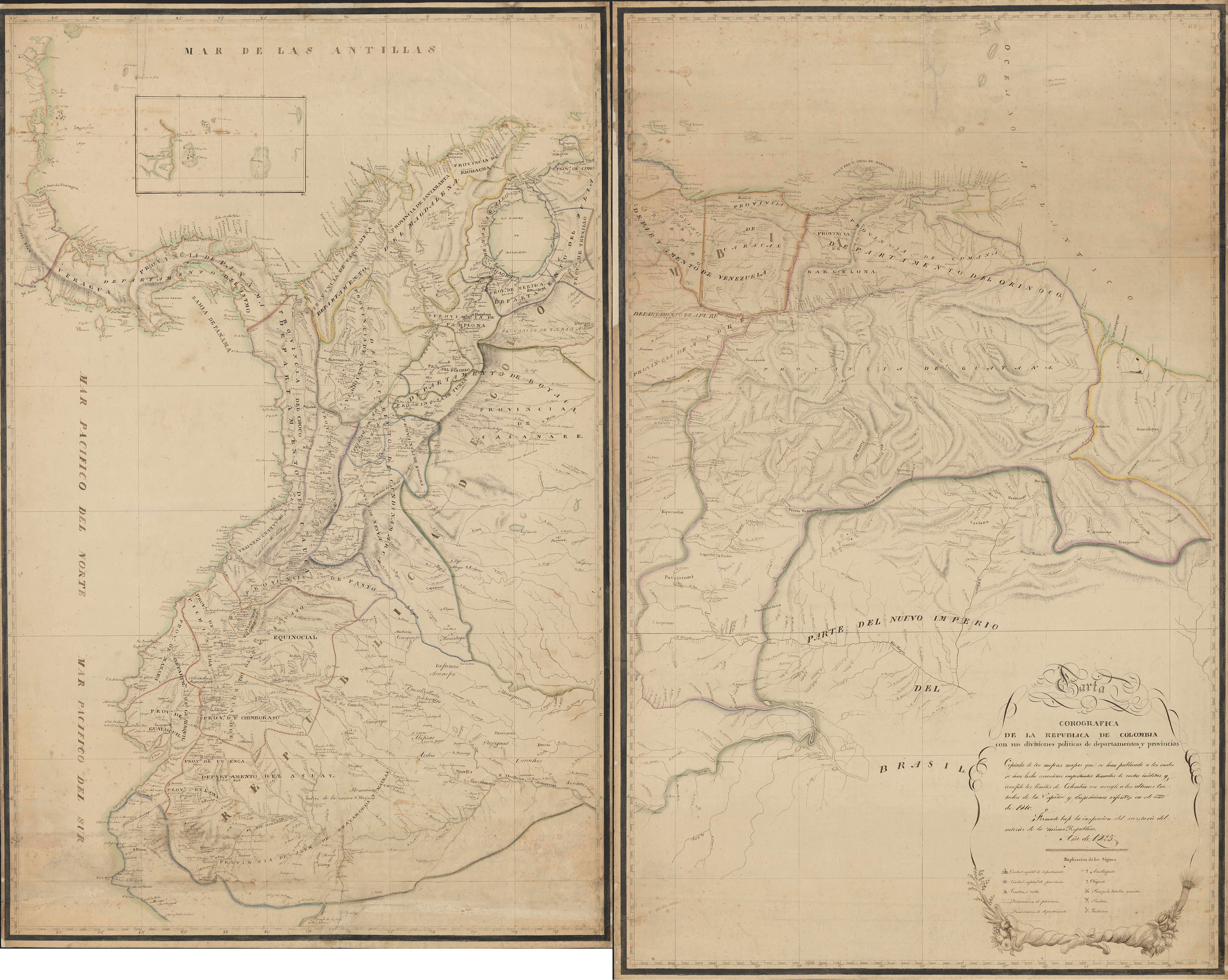
Mapa de la antigua República de Colombia.

Los primeros movimientos empezaron en 1809 con la rebelión de los Criollos contra el dominio español conocida como El Primer Grito de Independencia Americana, Aunque hay otros precursores como Eugenio Espejo, sabio criollo de origen mestizo que lanzó las primeras proclamas por escrito en la publicación «El Nuevo Luciano de Quito». Los sublevados formaron una Junta de Gobierno provisional el 10 de agosto de 1809 en Quito, sublevando el poder español y gobernándose autónomamente; sin embargo, los participantes acabaron siendo encarcelados y asesinados en la Matanza del 2 de agosto de 1810. Este capítulo de la historia ecuatoriana fue tomado como ejemplo en el inicio de varios procesos libertarios en América Latina. En esa fecha los sublevados propugnaban el liderazgo de una junta autónoma de gobierno, cambiar las autoridades en Quito, manteniendo su autonomía utilizando la estrategia de las máscaras de Fernando VII, que consistía en jurar una falsa lealtad al cautivo rey Fernando VII con el fin de mantener la autonomía. La historiografía del Ecuador considera este suceso como el Primer Grito de Independencia Hispanoamericana y el inicio del proceso de emancipación de la región. Terminado el dominio francés y con la negativa del rey de España, Fernando VII, de acatar la Constitución de Cádiz, se desencadenaron una oleada de movimientos independentistas en la América Española.

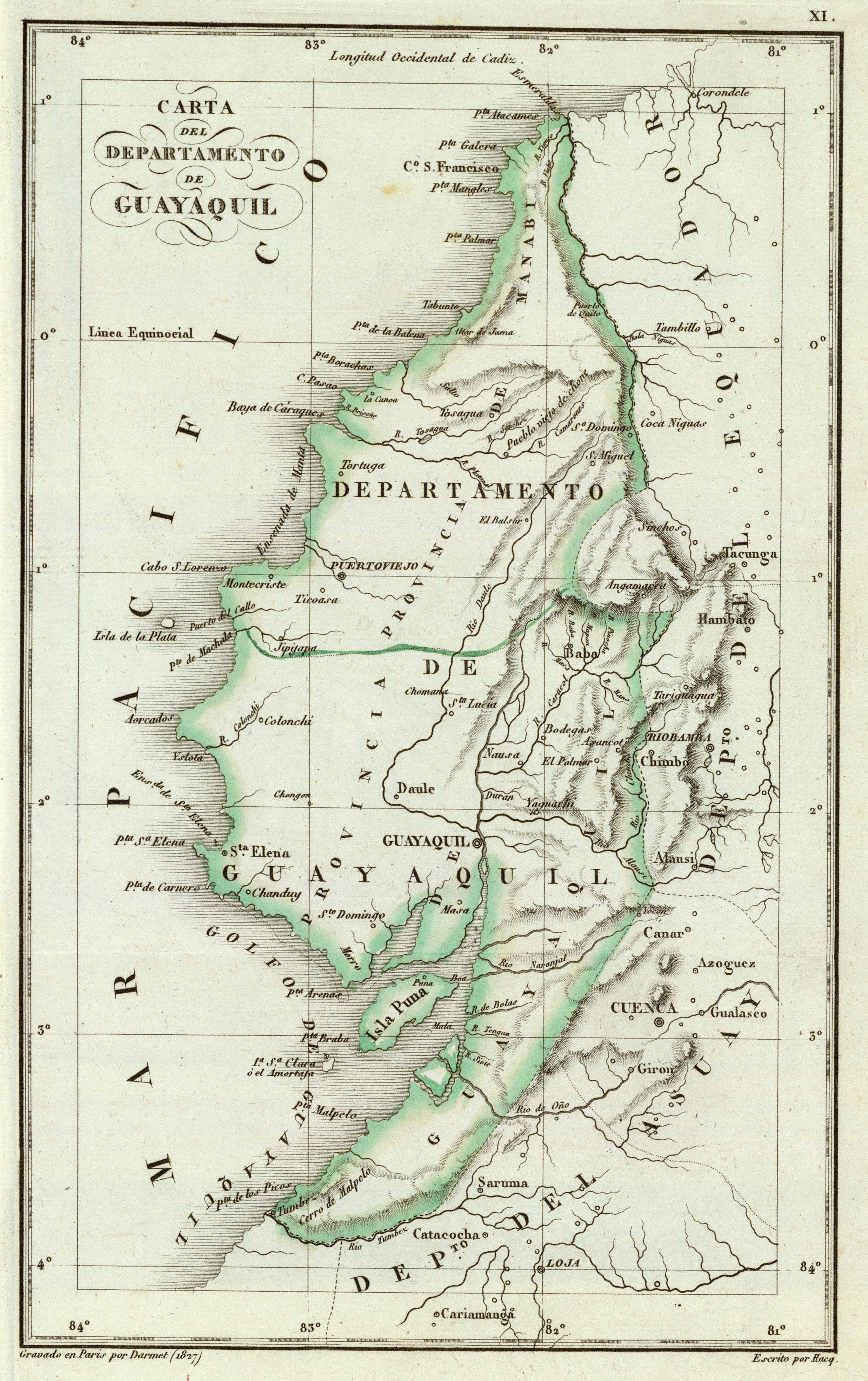
Extensión territorial de la Provincia Libre de Guayaquil integrada posteriormente a la Gran Colombia.

En 1820 tras la independencia de Guayaquil. El gobierno independiente de Guayaquil formó un ejército de hombres locales y en noviembre lo envió hacia la región sierra, con el propósito de sumar adeptos a la causa independentista. Tras algunos éxitos iniciales, como la declaración de independencia de Cuenca el 3 de noviembre de 1820, los independentistas sufrieron una grave derrota ante el ejército realista en la batalla de Huachi, cerca de Ambato, que les obligó a regresar a las regiones costeras.
Informado San Martín de la declaratoria de independencia de Guayaquil por medio de José de Villamil y a fin de apoyar para apoyar en la defensa y su seguridad de Guayaquil, decide enviar una comisión de emisarios, formada por el Secretario de Guerra y Marina Tomás Guido y al general Toribio de Luzuriaga, Jefe de su Estado Mayor, junto con pertrechos y 150 rifles que Villamil desembarca de la goleta Alcance, el 20 de noviembre de 1820. Luzuriaga es nombrado comandante militar de la provincia, siendo su prioridad organizar las defensas externas, para lo cual rearma un batallón al mando de Villamil afín de contener el contrataque de los realistas en Babahoyo. El 30 de diciembre, se firma el Pacto de Protección y Mutuo Auxilio de 11 artículos, a través del cual la Provincia de Guayaquil se pone bajo la protección del General en Jefe del Ejército Libertador del Perú y con ello su total sumisión militar, pero manteniendo su derecho a definir libremente luego de las guerras a integrarse al Estado que más le convenga, ya sea Perú o la Gran Colombia. .
Sin embargo, en febrero de 1821, Bolívar quien para entonces era Presidente de la República de Colombia, coadyuvado desde Santafé por el vicepresidente Francisco de Paula Santander, envía como adelantado al general José Mires con el escuadrón Guías de Colombia como ayuda a Guayaquil, junto con la promesa del envió de mil rifles, pertrechos y refuerzos, y a su vez ir imponiendo sus condiciones. En mayo del mismo año, el general de brigada Antonio José de Sucre, Comandante en jefe de la División Sur del ejército colombiano y el subordinado de mayor confianza de Bolívar, arribó a Guayaquil con dos batallones experimentados. El debía asumir la dirección del ejército Patriota, y empezar las operaciones con miras a la liberación de la ciudad de Quito y todo el territorio de la Real Audiencia de Quito. El objetivo político de Bolívar era incorporar todas las provincias de la Real Audiencia, incluyendo Guayaquil, a Colombia. Pero en Guayaquil, muchos de sus ciudadanos tenían mayores lazos y simpatías por Perú, más no así por Colombia. El avance de Sucre a través de los Andes empezó en julio de 1821. Al igual que en la primera campaña, tras tener algunos éxitos iniciales, Sucre fue vencido por el ejército Realista el 12 de septiembre, coincidentemente en el mismo lugar donde ocurrió la anterior batalla de Huachi. Esta segunda campaña terminó con un armisticio entre los independentistas y los realistas el 18 de noviembre de 1821.

## Planificación

Antonio José de Sucre

De vuelta en Guayaquil, el general Sucre concluyó que la mejor estrategia para la próxima campaña sería evitar cualquier intento de avanzar directamente hacia Quito vía Guaranda, en favor de un avance indirecto, marchando primero hasta Cuenca antes de redirigirse hacia el Norte, a través de los Andes, en dirección a Quito. Este plan ofrecía numerosas ventajas: al recapturar Cuenca se podría impedir las comunicaciones entre Quito y Lima, y le permitiría a Sucre esperar por los refuerzos que entonces San Martín le había prometido enviar desde el Perú. Además, un progresivo avance desde la costa y ascensión a través de las montañas le permitiría a su ejército una gradual adaptación a los efectos fisiológicos del cambio altitud. Pero fundamentalmente, era la única forma de evitar un combate directo en condiciones desfavorables con las fuerzas Realistas que venían de Quito.

### La campaña

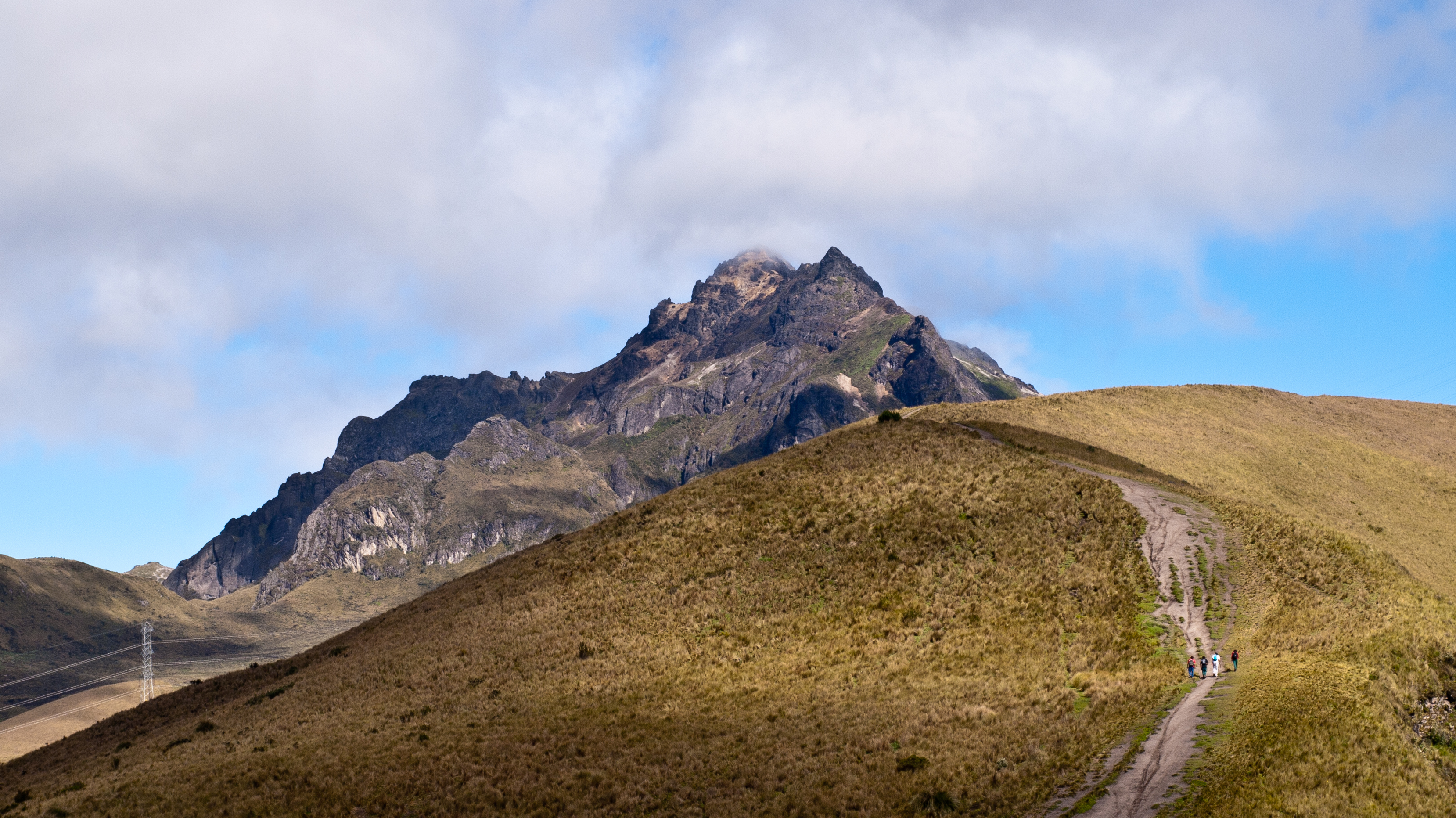
Vista desde la cima del volcán Pichincha.

Para enero de 1822 Sucre ya había organizado la nueva campaña. Su ejército constaba de aproximadamente 1700 hombres, entre veteranos de sus campañas anteriores y nuevos reclutas. Había hombres de las tierras llanas de la Provincia de Guayaquil y voluntarios que provenían de la sierra, como el héroe cuencano Abdón Calderón, cuyo padre había muerto heroicamente en 1812, defendiendo al Estado de Quito. Los dos contingentes pronto fueron organizados como el Batallón Yaguachi; también había soldados neogranadinos y venezolanos enviados por Bolívar, unos cuantos oficiales y soldados españoles que habían cambiado de bando, un batallón entero de voluntarios británicos e incluso unos cuantos irlandeses y franceses. El 18 de enero el ejército Patriota se dirigió a Machala, en el llano. El 9 de febrero, tras haber cruzado los Andes, Sucre entró en el pueblo de Saraguro, donde su ejército se juntó con los 1600 hombres de la División peruana, enviados por San Martín, al mando del Coronel Andrés de Santa Cruz. Esta fuerza (Expedición Auxiliar de Santa Cruz a Quito) estaba conformada en su mayoría por reclutas peruanos, existían también chilenos, argentinos y alto-peruanos (bolivianos), tenía también oficiales argentinos, entre los que destacaban Félix Olazábal, ambos de Infantería y Antonio Sánchez de Caballería y un escuadrón del Regimiento de Granaderos a Caballo de los Andes (argentino) al mando de Juan Lavalle. Al enfrentar esta fuerza multinacional de alrededor de 3000 hombres, el destacamento Realista de caballería, de unos 900 hombres, que defendía Cuenca se retiró hacia el Norte, siendo perseguido a la distancia por la caballería Patriota. Cuenca fue entonces recapturada el 21 de febrero de 1822, sin que se disparara un solo tiro. Durante marzo y abril, los Realistas continuaron marchando hacia el Norte, logrando con éxito evitar enfrentarse con la caballería Patriota. Sin embargo, el 21 de abril se produjo un feroz encuentro entre las fuerzas de caballería en Tapi, cerca de Riobamba. Al final del día los Realistas nuevamente se retiraron, mientras que el ejército principal de Sucre procedió a capturar Riobamba, quedándose ahí hasta el 28 antes de reanudar su viaje hacia Quito.

### Acercamiento a Quito
El 2 de mayo de 1822, la fuerza principal de Sucre había alcanzado la ciudad de Latacunga, 90 km al sur de Quito. Ahí Sucre procedió a reorganizar sus tropas, sumando voluntarios de los pueblos cercanos, mientras esperaba refuerzos, en especial el Batallón Alto Magdalena (de Colombia) y nuevos informes de inteligencia sobre el paradero del ejército Realista.
Mientras tanto, Aymerich alistó los puntos de resistencia y posiciones de artillería en los principales pasos montañosos que dirigían a Quito. Sucre, empeñado en evitar un enfrentamiento frontal en terreno desfavorable, decidió avanzar paralelamente a los flancos de las posiciones Realistas, marchando por las laderas del volcán Cotopaxi para así poder llegar al Valle de los Chillos, en la retaguardia de las posiciones defensivas Realistas. El 14 de mayo el ejército Realista, intuyendo las intenciones de Sucre, comenzó a replegarse, llegando a Quito el 16. Dos días después, y tras una muy difícil marcha, el ejército de Sucre ocupó Sangolquí, siendo recibidos por Rosa de Montúfar en la hacienda Chillo-Compañía, misma que había heredado de su padre el marqués de Selva Alegre.

### Maniobras finales
En la madrugada del 23 de mayo de 1822, el ejército patriota, conformado por 2971 hombres, empezó a ascender por las laderas del volcán Pichincha. En la vanguardia estaban 200 colombianos del Alto Magdalena, seguidos por el ejército principal de Sucre; en la retaguardia estaban los británicos del Albión, protegiendo el tren de municiones. A pesar del enorme esfuerzo de las tropas, el avance por las laderas del volcán fue más lento de lo que se esperaba, y la llovizna que cayó durante la noche convirtió los senderos en ciénagas.
Cuando amaneció, para consternación de Sucre, el ejército no había logrado un avance significativo, hallándose literalmente a mitad del camino, a 3500 metros sobre el nivel del mar y a la vista de los centinelas Realistas en Quito. A las ocho en punto, ansioso por el lento avance del Albión, y con sus tropas exhaustas y afectadas por la altitud, Sucre ordenó a su ejército detener el avance para descansar, pidiendo a sus oficiales ocultar sus batallones como mejor pudieran. Envió parte del batallón Cazadores del Paya en una labor de reconocimiento, seguidos por el Trujillo, un batallón peruano. Una hora y media después, repentinamente, los hombres del Paya fueron golpeados por una descarga, bien apuntada, de mosquetes. Esta acción dio inicio a la batalla.

## Desarrollo de la batalla

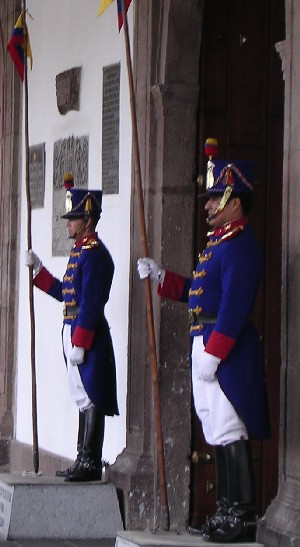
El uniforme de los granaderos, actualmente guardia de honor del palacio presidencial de Quito.

Cuando amaneció, los centinelas ubicados cerca de Quito avistaron a las tropas patriotas ascendiendo por las laderas del Pichincha. Aymerich, entonces consciente de la intención de Sucre de flanquearlo por medio del ascenso al volcán, ordenó a su ejército de 1894 hombres ascender la montaña lo más pronto posible, para enfrentar ahí a Sucre. Al haberse encontrado en un campo de batalla tan improbable, los dos comandantes no tuvieron otra opción más que enviar gradualmente sus tropas a la batalla. Existía poco espacio para maniobrar en las empinadas laderas del Pichincha, entre profundos barrancos y densos matorrales.
Los hombres del Paya, tras recuperarse de la conmoción inicial, se reposicionaron bajo el fuego enemigo, esperando la llegada del batallón Trujillo. Sucre, esperando que los españoles estén más cansados que sus propias tropas, envió también al batallón Yaguachi, conformado por ecuatorianos. El batallón Alto Magdalena trató de hacer un movimiento de flanqueo, pero sin éxito, pues el terreno no se lo permitió. Pronto, los batallones Paya, Trujillo y Yaguachi (batallones patriotas), sufriendo muchas bajas y con pocas municiones, comenzaron a replegarse.
Para entonces el destino de la batalla para los Patriotas parecía depender del Albión, que transportaba las municiones tan necesitadas; y sin embargo se desconocía su paradero. A medida que el tiempo pasaba, los Realistas parecían ganar el control de la batalla. El otro batallón peruano Piura, fue obligado a retroceder. En medio de la desesperación, a los hombres de reserva del batallón Paya se les ordenó cargar contra el enemigo con sus bayonetas. Ambos bandos sufrieron grandes bajas, pero la situación más o menos se estabilizó para los Patriotas. A pesar de esto, Aymerich, como parte de su estrategia, durante el ascenso al Pichincha separó de su fuerza principal al batallón Aragón, ordenándole avanzar hasta la cúspide del volcán, para así luego atacar a los Patriotas por la retaguarda, rompiendo sus líneas en el momento indicado. El Aragón era el mejor batallón del ejército realista; estaba conformado por veteranos españoles que habían actuado tanto en Guerra de la Independencia Española como en otras batallas en América del Sur, y en ese momento se hallaba sobre los Patriotas y listo para atacar.
Afortunadamente para los Patriotas, cuando el Aragón estaba por cargar sobre la alicaída línea Patriota, fue detenido en seco por el Albión, que entró inesperadamente en la batalla. Resulta que el Albión consiguió avanzar a una posición más alta que la de los españoles. Pronto, el Magdalena se unió a la batalla, y el Aragón, tras sufrir fuertes bajas, se desintegró. Entonces el Magdalena avanzó hasta la línea Patriota para reemplazar al Paya, y cargó contra la línea Realista, que terminó por romperse.

### El sacrificio de Abdón Calderón
La batalla de Pichincha fue el escenario del sacrificio por la Patria de uno de los más destacados héroes ecuatorianos, el cuencano de 17 años Abdón Calderón. Calderón, quien fue hijo del coronel cubano Francisco Calderón, defensor del Estado de Quito de 1812, vivía en Guayaquil y se enlistó en las tropas de origen ecuatoriano que combatieron en la Batalla.
Calderón, a pesar de haber recibido 4 heridas de bala, prefirió permanecer inmóvil en la línea de fuego, alentando a todo su batallón y levantando incansablemente la que es ahora la bandera celeste y blanco de la ciudad de Guayaquil. Al terminar el feroz combate fue trasladado a la ciudad de Quito, donde murió al cabo de catorce días, el 7 de junio de 1822. Antonio José de Sucre en su escueto parte de la Batalla de Pichincha, fechado el 28 de mayo del aquel año dice: " [...] hago una particular memoria de la conducta del Teniente Calderón, que habiendo recibido sucesivamente cuatro heridas, no quiso retirarse del combate. Probablemente morirá, pero el Gobierno de la República sabrá compensar a la familia los servicios de este oficial heroico".
Cuando Simón Bolívar llegó a la ciudad de Quito y se enteró de estos hechos, ascendió póstumamente a Calderón al grado de capitán y decretó que su sueldo fuera entregado a su madre. La compañía del Batallón Yaguachi a la que perteneció Calderón no tendría capitán y en las revistas, al mencionarse su nombre, la tropa habría de contestar: "Murió gloriosamente en Pichincha, pero vive en nuestros corazones". La tradición se mantiene hasta la actualidad en el Ejército ecuatoriano, pues al pasar lista a los batallones de caballería se nombra a Calderón tal como dispuso Bolívar.
En la obra Leyendas del Tiempo Heroico del escritor Manuel J. Calle se narra la muerte de Calderón con una serie de hipérboles, destacando que, pese a las graves heridas sufridas en las cuatro extremidades, se negó a abandonar el campo de batalla.

### La Capitulación de Quito

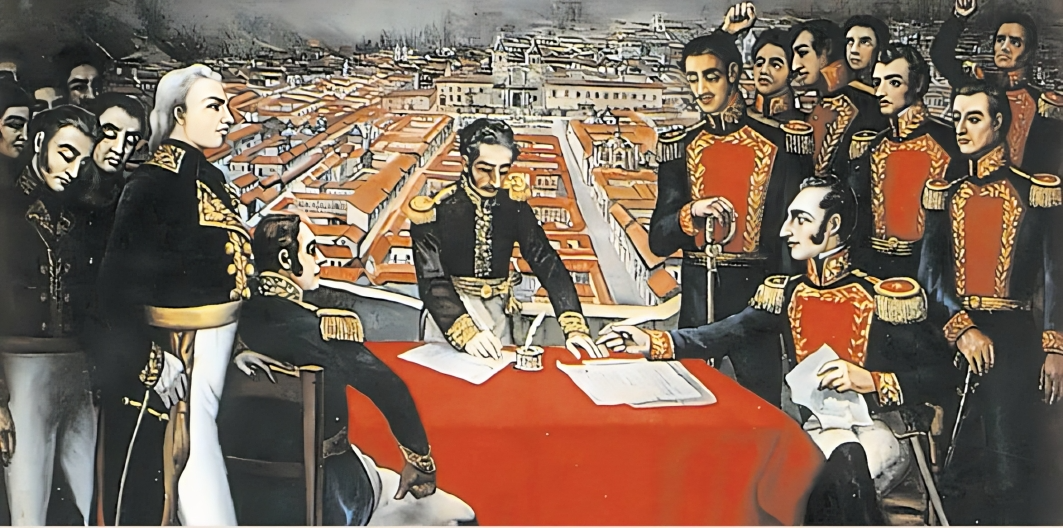
Capitulación de Quito (1822), óleo sobre lienzo de Antonio Salas Avilés

1. A las doce del día, los soldados en la cima del Pichincha a más de 3000 metros de altura concluyeron la batalla con una victoria por parte de Sucre, la cual fue completada con la capitulación que el jefe patriota concedió al mariscal Aymerich el 25 de mayo del mismo año.
2. El fortín de El Panecillo sirvió de puesto de mando de los españoles, quienes inclusive hicieron fuego de artillería contra los patriotas, que habían ascendido la falda del cercano volcán Pichincha. Al ser derrotados, los españoles se refugiaron en el fortín.[26] Sucre, para evitar el sangriento asalto al emblemático cerro, envió un emisario a Aymerich para que capitulara, cosa que el capitán general español aceptó.

Según el acta de Capitulación del 25 de mayo de 1822, los españoles, a las 14:00 de ese día, arriaron su bandera y entregaron sus armas al Ejército de la Gran Colombia, en una ceremonia especial que tuvo lugar en un puente del fortín colonial. De esta manera, en la cima del Panecillo tuvo lugar el acto final del Imperio español en Ecuador.
La fortaleza permitía vigilar el norte y el sur, por lo que estaba provista de cañones. Al caer el fuerte en manos del Ejército libertador de la Gran Colombia, en 1822, se tomaron a los españoles catorce piezas de artillería.
Con las operaciones cuyas acciones finales se produjeron en las faldas del Pichincha y en la ciudad de Quito, Sucre decidió a su favor la vacilante y delicada situación de Guayaquil; dio libertad al territorio que conforma hoy la República de Ecuador, y facilitó su incorporación a la Gran Colombia.
El 18 de junio de ese año, Bolívar le asciende a general de división y lo nombra intendente del departamento de Quito. Ese día, durante la entrada triunfal del Libertador a la plaza de la Independencia de Quito, una mujer le arroja desde su balcón una corona de laurel al rostro, lo que llama vivamente la atención de Bolívar. Esta mujer fue Manuela Sáenz, quien participó también en las luchas de la independencia y sería nombrada coronela por Bolívar, que la convirtió en su amante y la llamó "La Libertadora del Libertador".
Al frente de los destinos de Ecuador desarrolla una positiva obra de progreso: funda la Corte de Justicia de Cuenca y en Quito el primer periódico republicano de la época, El Monitor. Instala en esa ciudad la Sociedad Económica. De su actividad personal es buena prueba que, el 6 de septiembre de 1822 expidió y firmó en Quito 52 comunicaciones. Interesado por la educación, se puede afirmar que en Cuenca halló 7 escuelas y dejó 20.

### Mientras tanto en Guayaquil
Luego de la batalla, a los pocos días llegó la noticia a Guayaquil, siendo esta celebrada por los cabildantes y autoridades máxima del Gobierno Provisorio. Esta fue plasmada en el principal y único medio de comunicación oficial del Gobierno, que era el "Patriota de Guayaquil", publicándose lo siguiente en conmemoración de la victoria conseguida por las tropas de varias nacionalidades, entre ellas la Guayaquileña:”

El Patriota de Guayaquil. del Sabado 15 de Junio de 1822. La Junta Superior de Gobierno.

CONCIUDADANOS. Las fuerzas unidas del Perú, Colombia y Guayaquil han roto al fin las pesadas cadenas que arrastraban nuestros hermanos en la segunda capital de los Incas: y aunque los tiranos las habían afianzado en los enormes montes y profundas quebradas de aquel país, ellas ahn sido deshechas á la presencia de los hijos de la Libertad.
Las aguas del Plata, Magdalena, Rímac y Guayaquil, se reunieron formaron un torrente, que escalando el Pichincha, ahogaron en su falda á la tiranía. Esas aguas han hecho reflorecer el árbol de la Libertad, regando el 25 de Mayo á la hermosa Quito, y confirmado que la AURORA DEL 9 DE OCTUBRE, que rayó en nuestro horizonte. fué la aurora del brillante día en que la Libertad, con aire magestuoso, debía pasearse sobre la orgullosa cima de Los Andes.
GUAYAQUILEÑOS. Cuando nos propusimos ser libres no podiamos dejar gemir en la opresión á los pueblos que nos rodeaban: la empresa era grandiosa, y los tiranos miraron con desdén nuestro noble arrojo... Ellos creyeron que vuestra sangre, que tres veces corrió en Guachi y Tanisagua, debilitaría y extinguiría la llama de vuestro amor pátrio: pero se hizo mas viva; y mientras vuestros hijos, hermanos y amigos corrieron á las armas, doblamos los esfuerzos, y todos nuestros recursos fueron empleados para conducir en nuestro auxilio a los hijos de la inmortal Colombia...
GUAYAQUILEÑOS. Quito es ya libre: vuestros votos están cumplidos; la Providencia os lleva por la mano al Templo de la Paz. á recoger los frutos de vuestra constancia y de vuestros sacrificios... llenaremos la página que nos toca en los fastos de la historia americana, y cimplirémos los grandes destinos á que estamos llamados...

CONCIUDADANOS Y AMIGOS. En vuestra sola felicidad está el premio de las fatigas que hemos sufrido por la PATRIA... Bajo los auspicios de la Libertad, y con la protección de los grandes Estados que nos rodean, se abre una carrera inmensa á la prosperidad de este hermoso y rico Pueblo, que será llamado por todas las naciones de la tierra, LA ESTRELLA DE OCCIDENTE. Guayaquil junio 9 de 1822-3- OLMEDO-XIMENA-ROCA

## Resultado

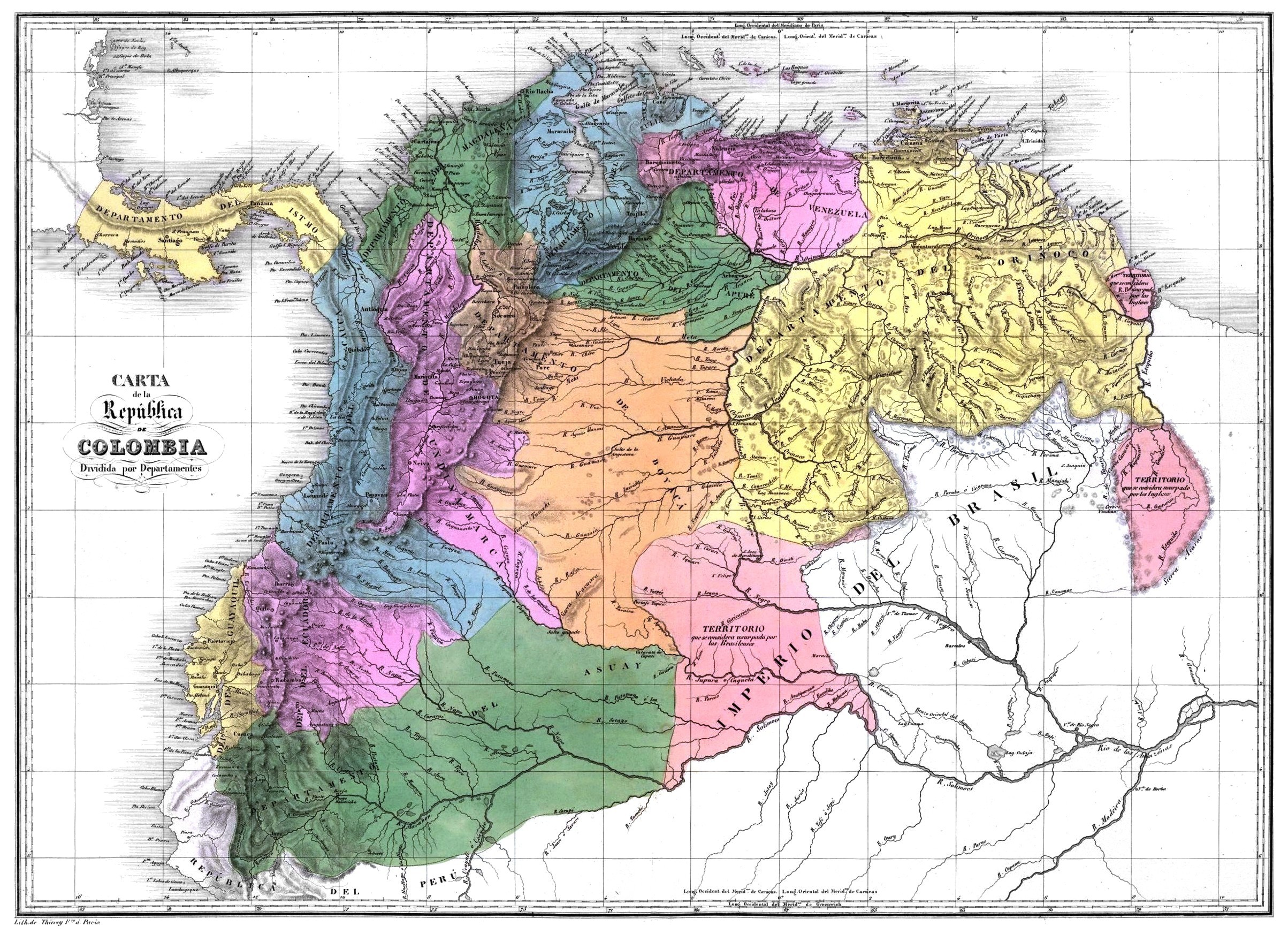
Mapa de la Gran Colombia según Agustín Codazzi. El mariscal Sucre compartía la visión política de Bolívar y la unidad de la "Patria Grande".

A pesar de que en el contexto de las Guerras de Independencia de Hispanoamérica la batalla de Pichincha figura como un conflicto menor, tanto en términos de su duración como del número de combatientes, sus consecuencias fueron bastante significativas. El 24 de mayo de 1822 Sucre entró con su ejército en la ciudad de Quito, donde aceptó la rendición de todas las tropas españolas establecidas en el territorio que el gobierno de Colombia llamaba "Departamento de Quito", al considerarlo como parte integral de la República de Colombia desde su creación el 17 de diciembre de 1819. Asimismo, cuando Sucre recapturó Cuenca el 21 de febrero, obtuvo de su Consejo local un decreto en el cual se proclamaba la integración de su ciudad y provincia a la República de Colombia. Entonces, con la rendición de Quito, que a su vez puso fin a la resistencia realista en la provincia norteña de Pasto. Bolívar pudo entrar en la ciudad, el 16 de junio de 1822 con sus tropas, entre el entusiasmo general de la población, la antigua Provincia de Quito fue incorporada a la República de Colombia. Sin embargo, Guayaquil aún no decidía su futuro, pero con la llegada de Bolívar a la ciudad puerto con su ejército grancolombiano, el 11 de julio, este desconoce a la Junta local de Gobierno y proclama forzosamente bajo presión la incorporación de Guayaquil a la Gran Colombia.
Es bajo este escenario, en que se viene a dar la Entrevista de Guayaquil entre los dos grandes libertadores sudamericanos, Bolívar y San Martín, del 26 al 27 de julio de 1822 para determinar cómo se cerraría la guerra de independencia a fin de terminar con la aún fuerte presencia de fuerzas realista en Perú.
Ocho años después, en 1830, las provincias del Departamento del Sur de la Gran Colombia, Quito, Guayaquil y Cuenca, se separarían para formar un nuevo país que tomaría por nombre República del Ecuador.

## El Templo de la Patria y otros monumentos conmemorativos
En la ladera del monte Pichincha en donde tuvo lugar el combate, se levantó en 1922 un obelisco conmemorativo del primer centenario de la Batalla. El Obelisco, ubicado en un paraje andino a 3000 metros de altura, recuerda los nombres de los comandantes patriotas y también tiene una placa dedicada al valor del soldado español.
En los años 70 del siglo XX, la dictadura militar que gobernaba Ecuador decidió construir en el lugar un monumento de mayores proporciones que el modesto obelisco original. En el sitio se levantó el llamado "Templo de la Patria", una estructura de hormigón armado con varios salones cavados en la montaña y diseñada por Milton Barragán. 
En el centro histórico de Quito, se levanta el «Monumento a los Héroes Ignotos del Pichincha», una columna con un cóndor de bronce, en el Paseo 24 de Mayo construido también al pie de la montaña con ocasión del primer centenario del combate.

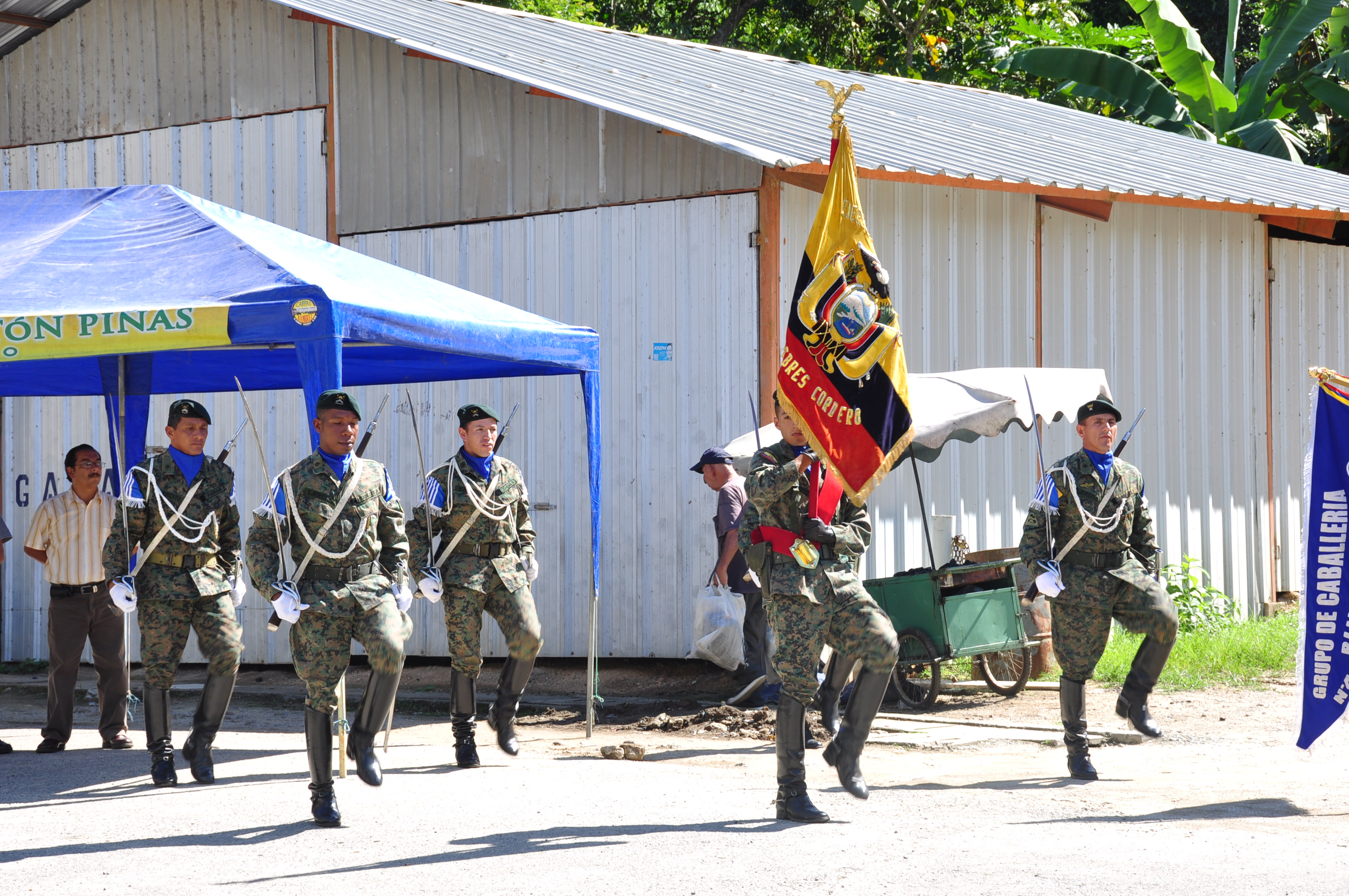
Acto cumplido al pie del monumento al Soldado Ecuatoriano con motivo de la recordación de la Batalla del Pichincha

## En la cultura popular
La batalla es narrada gráficamente en el número 44 de la revista de historietas mexicana Aventuras de la vida real, del 1 de agosto de 1959, titulado El triunfo de Pichincha.